# Theodor Plievier
Theodor Otto Richard Plievier (Berlín, 12 de febrero de 1892 - Avegno, cantón del Tesino, Confederación Suiza, 12 de marzo de 1955) fue un periodista y escritor alemán.

## Biografía
Uno de los hijos de una familia numerosa y por tanto de condición humilde, se ganó la vida muy pronto trabajando como yesero y encofrador y viajó por Austria, Hungría y Holanda; entre 1910 y 1914 viajó por Sudamérica, donde aprendió español; en 1913 trabaja en las saliteras chilenas. En 1914 se enroló en la Marina. En 1918 participó en el motín de los marineros de Wilhelmshafen, más conocido como Levantamiento marinero en Kiel, asimilando la ideología del anarquismo; en la Revolución de Noviembre de 1919 trabajó como redactor del Consejo de Soldados y fundó el panfleto anarquista Verlag der Zwölf. Volvió a viajar por Hispanoamérica (en especial, Chile, donde en los años 20 recorrió las regiones de Tarapacá y Antofagasta) y por Australia. Sobre esta experiencia escribiría después La gran aventura (1936), traducida también como Rebelión en la pampa salitrera. Pero antes escribió dos novelas fundamentales, Des Kaisers Kulis (Los esclavos del emperador, 1929), una denuncia del militarismo alemán en la marina que fue traducida a dieciséis idiomas, y Der Kaiser ging, die Generale bleiben (El emperador se ha ido, los generales se han quedado, 1932), una denuncia del fracaso de la Revolución de Noviembre y de la República de Weimar que esta engendró.
En 1933 los nazis empezaron a perseguirle y a quemar sus libros, así que emigró primero a Francia, luego a Suecia y por fin se estableció en la Unión Soviética con su esposa, la exactriz Hildegard Piscator; formó parte en aquel país del comité Nationalkomitee Freies Deutschland (Comité Nacional para la Alemania Libre) que habían constituido los patriotas que resistían al nazismo. Escribió los cuentos de Das gefrorene Herz (El corazón helado, 1946), que describen la guerra como una locura inhumana. 
Plievier escribió fundamentalmente historias bélicas, bien sobre la I Guerra Mundial, como Los esclavos del emperador o sobre la II Guerra Mundial, para la que compuso una trilogía (Stalingrado, 1945; Moscú, 1952; Berlín, 1954). En Stalingrado adoptó la técnica del reportaje histórico y se valió de cartas, diarios, boletines de guerra de ambos bandos y entrevistas a compatriotas prisioneros de los rusos; se considera su mejor obra y fue el mayor éxito de su autor, ya que fue traducida a 26 lenguas y constituyó una de las obras más vendidas de la posguerra, aunque el texto fue sometido a la censura soviética. Actualmente se considera una de las obras clásicas del pacifismo, junto con Sin novedad en el frente de Erich Maria Remarque. Las otras novelas de la trilogía carecen de su frescura e inmediatez. Siguiendo al ejército rojo se estableció en Weimar, donde dirigió algunas publicaciones periódicas y presidió la Alianza Cultural de Turingia; desencantado del estalinismo se marchó en 1947 a la neutral Confederación Suiza, y murió en Avegno, cantón del Tesino, el 12 de marzo de 1955.

## Obras
- Aufbruch. Verlag der Zwölf, Berlín 1923
- Weltwende. Verlag der Zwölf, Berlín 1923
- Des Kaisers Kulis. Roman der deutschen Kriegsflotte, 1929 (Verlag der Nation, Berlín, 1988, ISBN 3-373-00242-7) Los esclavos del emperador
- Zwölf Mann und ein Kapitän. Novellen, Verlag Weller, Leipzig 1930
- Über seine Arbeit, Malik-Verlag, Berlín 1932
- Der Kaiser ging, die Generäle blieben, Malik-Verlag, Berlín 1932 (Moderna: Fischer-Taschenbuch-Verlag, Frankfurt/M. 1984, ISBN 3-596-25171-0) El emperador se ha ido, los generales se han quedado
- Der 10. November 1918. Ein Kapitel aus dem gleichnamigen Roman, Verlag der ausländischen Arbeiter i. d. UdSSR, Moscú, 1935
- Das große Abenteuer, 1936. Ediciones en castellano: La gran aventura; Rebelión en la pampa salitrera
- Im Wald von Compiegne. Iskra revoljucii, Moscú, 1939
- Das Tor der Welt. Tudapa, 1940. Ediciones en castellano: En el último rincón del mundo, Caralt, 1953
- Im letzten Winkel der Erde", Meshdunarodnaja Kniga, Moscú, 1941
- Der Igel. Erzählungen, Verlag für fremdsprachige Literatur, Moscú, 1942
- Stalingrad, 1945. Ediciones en castellano: Stalingrado, El libro libre, México 1945, ISBN 3-89340-074-5; Ediciones Destino, Barcelona, 1964
- Haifische, Kiepenheuer, Weimar, 1946. Tiburones
- Einige Bemerkungen über die Bedeutung der Freiheit, Rede zur deutschen Schriftstellertagung in Frankfurt am Main am 20. Mai 1948, Nest Verlag, Nürenberg, 1948.
- Eine deutsche Novelle, Hertz-Verlag, Bremen 1949.
- Moskau, 1952. Ediciones en castellano: Moscú, Ediciones Destino, Barcelona, 1953, traductor Tristán La Rosa
- Berlin, 1954. Ediciones en castellano: Berlín, Ediciones Destino, Barcelona, 1961
- Obras Selectas, Barcelona. 1973. Ed. Carroggio. Col. Contemporáneos. 948 pp. Introducción de Federico C. Sainz de Robles. Contiene: Autobiografía, Stalingrado, Tiburones, y En el último rincón de la tierra.
- Das gefrorene Herz. Erzählungen, Kiepenheuer & Witsch, Colonia, 1988, ISBN 3-462-01879-5